# Metal Tarnów
KS Metal Tarnów – polski wielosekcyjny klub sportowy z siedzibą w Tarnowie.

## Historia
Klub został założony w 1922 jako Kolejowy Klub Sportowy. W latach 20. i 30. powstały kolejno sekcje: piłki nożnej, kolarska, gimnastyczna, kręglarska, lekkoatletyczna, strzelecka, tenisa stołowego, piłki ręcznej, siatkówki żeńskiej i męskiej, koszykówki, bokserska. Boisko klubu powstało przy ulicy Warsztatowej.
Od 1945 do 1951 klub działał jako Kolejarz Tarnów, a po wojnie od 1951-1957 klub działał jako Stal Tarnów, funkcjonując w ramach ogólnokrajowego zrzeszenia sportowego o tej nazwie. W okresie PRL funkcjonowały także sekcje: tenisa stołowego, narciarska, szachowa, brydżowa (założona jako 15 z kolei), gimnastyczna.
Decyzją władz w 1979 scaleniu uległy tarnowskie kluby: Tarnovia, Metal i Tamel w jeden klub nazwany MZKS Tarnovia. Dzięki inicjatywy działaczy w 1981 reaktywowano klub ZKS Metal Tarnów.
W klubie uprawianie sportu rozpoczął Józef Pachla.

## Sukcesy

### Piłka nożna:
- III liga
- Zdobycie Pucharu Polski na szczeblu TOZPN  – 2021/2022, 2024/2025
- Mistrz Województwa Krakowskiego Juniorów – 1956
- Wicemistrz Województwa Krakowskiego Juniorów – 1965

### Boks:
- II liga
- Medale Indywidualnych Mistrzostw Polski
- Medale Mistrzostw Polski Zrzeszenia Sportowego Start
- Medale Mistrzostw Okręgu Krakowskiego
- Zwycięstwa w turniejach, m.in. Złote Rękawice, Albena 80 (Bułgaria)

### Tenis stołowy:
- II liga
- Medale Mistrzostw Polski (w grze mieszanej – zawodnik Metalu, zawodniczka AZS-u Kraków)
- Medale Mistrzostw Okręgu Krakowskiego

### Siatkówka (mężczyźni):
- Mistrz Polski Zrzeszenia Sportowego Stal – 1954
- 5 miejsce Mistrzostw Polski Juniorów(?)/Juniorów Młodszych(?) – 1991
- 7 miejsce Mistrzostw Polski Młodzików(?)/Juniorów Młodszych(?) – 1990
- Mistrz Województwa Krakowskiego Juniorów – 1952

### Siatkówka (kobiety):
- Wicemistrz Okręgu KPW Kraków – 1939

### Brydż sportowy:
- Zdobycie Pucharu Polski na szczeblu wojewódzkim – 1988

- Medale Mistrzostw Okręgu Krakowskiego Metalowców

### Sekcja kajakowa:
- Medale Mistrzostw Okręgu Krakowskiego

### Sekcja kolarska:
Kolarze Metalu drużynowo lub indywidualnie co najmniej kilkunastokrotnie zajmowali miejsca na podium podczas różnych zawodów kolarski, m.in.:
- 1 miejsce Okręgowych Mistrzostw KPW  – 1932
- 2 miejsce w Kolarskim Wyścigu Pokoju – 1954
- 3 i 4 miejsce Okręgowych Mistrzostw Kolarskich Zrzeszenia Sportowego Stal – 1955
- 2 i 3 miejsce Przełajowych Mistrzostw Kolarskich Rzeszowskiego Okręgu Kolarskiego – 1957
- 2 miejsce Mistrzostw Zarządu Głównego Związków Zawodowych – 1958

## Piłka nożna
W sezonie 1938/1939 Metal awansował do ligi okręgowej Krakowskiego OZPN (drugi poziom ligowy).
W okresie PRL Metal kilkakrotnie występował w III lidze, w sezonach 1975/1976, 1976/1977, 1978/1979.
W sezonie 2002/2003 Metal grał w IV lidze grupie małopolskiej II.
Trzykrotnie trenerem zespołu był Władysław Lemiszko (pod koniec lat 40., od 1952 do 1954 oraz od 1960 do 1962). Piłkarzem Metalu był Stanisław Gonet.

## Boks
Sekcja powstała w 1936. W 1973 drużyna awansowała do II ligi.
Pięściarze Metalu byli medalistami indywidualnych mistrzostw Polski: Stanisław Żydaczek (1960, 1964), Józef Maternowski (1962), Jan Madej, Eugeniusz Baca (obaj 1972), Antoni Banda (1976).

## Hokej na lodzie
W 1960 drużyna Metalu rywalizowała w eliminacjach o awans do I ligi edycji 1960/1961. Hokeistą Metalu był Edward Pilszak. W 1963 sekcja hokejowa została rozwiązana.